# Ninh Dương, Thái An
Ninh Dương (tiếng Trung: 宁阳县; bính âm: Níngyáng Xiàn) là một huyện của địa cấp thị Thái An, tỉnh Sơn Đông, Trung Quốc.

### Nhai đạo
- Văn Miếu (文庙街道)
- Bát Tiên Kiều (八仙桥街道)

### Trấn
| - Tứ Điếm (泗店镇) - Đông Sơ (东疏镇) - Phục Sơn (伏山镇) - Cương Thành (堽城镇) | - Tương Tập (蒋集镇) - Từ Diêu (磁窑镇) - Hoa Phong (华丰镇) - Cát Thạch (葛石镇) - Đông Trang (东庄镇) - Hương Ẩm (乡饮镇) |

### Hương
- Hạc Sơn (鹤山乡)